# Вальсроде
Вальсроде (нім. Walsrode) — місто в Німеччині, розташоване в землі Нижня Саксонія. Входить до складу району Гайдекрайс.
Площа — 270,68 км2. Населення становить 30 370 ос. (станом на 31 грудня 2021).